# 矮方頭鯧
矮方頭鯧（学名：Cubiceps nanus）為輻鰭魚綱鱸形目鯧亞目圓鯧科的其中一種，分布於西印度洋的阿拉伯海海域，棲息深度可達45公尺，體長可達12.1公分，棲息在中底層水域，屬肉食性。
其种加词“nanus”意为“矮小的”。